# Șpîciînți, Derajnea
Șpîciînți (în ucraineană Шпичинці) este localitatea de reședință a comunei Șpîciînți din raionul Derajnea, regiunea Hmelnîțkîi, Ucraina.

## Demografie
Componența lingvistică a localității Șpîciînți
     Ucraineană (98,5%)
     Rusă (1,35%)
     Alte limbi (0,15%)
Conform recensământului din 2001, majoritatea populației localității Șpîciînți era vorbitoare de ucraineană (98,5%), existând în minoritate și vorbitori de rusă (1,35%).